# زرک جهان خان
زرک جهان خان (انگلیسی: Zarak Jahan Khan؛ زادهٔ ۱ فوریهٔ ۱۹۶۷) اسکواش‌باز اهل پاکستان بود.